# Kore:ct
Kore:ct （コレ:クト）は、配信者コレコレによってプロデュースされていた日本の女性アイドルユニット兼YouTuber。2019年8月26日、運営会社のPiPiPiと契約を解除したことによって活動を終了した。その後、メンバーの恋遙ひよりは株式会社ライバーに移籍し、Kore:ctの後継グループであるコレって恋ですか?に参加した。また、白田ましろ、人間一号、現実りずむの3名は、2019年9月に新たにアイドルグループ「エピねスタ」を結成した。

## 概要
2018年9月当時、YouTubeのチャンネル登録者数70万以上を誇っていた人気配信者コレコレはKore:ctという名前のアイドルグループをプロデュースし、デビューさせることを発表した。アイドル名Kore:ctの由来は、Korekore（コレコレ）の「Kore」とCollectを混ぜて作った造語である。プロデュースコンセプトは次世代ネット配信活動に向けて活躍できる女性タレントを育てるというもので、「コレコレガールズプロジェクト」にてコレコレがオーディションなどを行なって、合格者の中からメンバーを選んだ。グループは一期生、二期生という構成で作られており、普段は一期生が前に出て活躍して二期生が補欠として待機中という形であった。一期生には水乃ゆうる、白田ましろ、人間一号、依澄ちのがおり、二期生には現実りずむ、恋遙ひよりがいる。（来栖しゅりも一期生として活動していたが2019年1月7日に脱退した。）グループ内にリーダーはいない。2019年4月に、第一弾シングルとして「ステンダ」をリリース。「ステンダ」にはコレコレの歌唱シーンもあり、YouTubeに上がっているMVは100万回再生を突破した（2020年7月現在）。

## メンバー
| 名前                      | 誕生日   | 加入期 | 担当色 | 備考                                                     |
| ------------------------- | -------- | ------ | ------ | -------------------------------------------------------- |
| 依澄 ちの いずみ ちの     | 3月25日  | 1期    | 白     |                                                          |
| 白田 ましろ しらた ましろ | 1月23日  | 1期    | ピンク |                                                          |
| 人間 一号 ひとま いちごぅ | 1月30日  | 1期    | 紫     |                                                          |
| 水乃 ゆうる みずの ゆうる | 6月1日   | 1期    | 水色   |                                                          |
| 現実 りずむ りあ りずむ   | 8月21日  | 2期    | 赤     |                                                          |
| 恋遙 ひより こはるひより  | 11月29日 | 2期    | 黄色   | Kore:ctの活動終了後はコレって恋ですか?にて活動していた。 |

### 旧メンバー
| 名前                      | 誕生日  | 加入期 | 担当色 | 備考              |
| ------------------------- | ------- | ------ | ------ | ----------------- |
| 来栖 しゅり くるす しゅり | 1月26日 | 1期    | 赤     | 2019年１月7日脱退 |

## 出演

### ウェブテレビ
- コレコレがテレ朝でアイドルPをやってみたら（2019年3月1日‐5月24日、テレ朝動画）[8]